# Gene Clark
Harold Eugene "Gene" Clark, född 17 november 1944 i Tipton, Missouri, död 24 maj 1991 i Sherman Oaks, Kalifornien, var en amerikansk sångare, gitarrist och låtskrivare.
Clark var sångare i folkrockgruppen The Byrds åren 1964–1966 och sjöng samt skrev några av deras mest kända låtar som "I'll Feel a Whole Lot Better", "Here Without You", "She Don't Care About Time", "Set You Free This Time", "The World Turns All Around Her" och "Eight Miles High". Han inledde sedan en respekterad men mindre uppmärksammad solokarriär. Tillsammans med Doug Dillard bildade han 1968 också duon Dillard & Clark, som gav ut albumen The Fantastic Expedition of Dillard & Clark (1968) och Through the Morning, Through the Night (1969).
Åren 1972–1973 återförenades Clark med sina kamrater i The Byrds.

## Diskografi
Studioalbum
- White Light (1971)
- Roadmaster (1972)
- No Other (1974)
- Two Sides to Every Story (1977)
- Firebyrd (1987)

Samarbeten
- Gene Clark with the Gosdin Brothers (1967)
- The Fantastic Expedition of Dillard & Clark (1968) (med Doug Dillard)
- Through the Morning, Through the Night (1969) (med Doug Dillard)
- McGuinn, Clark & Hillman (1979) (med Roger McGuinn och Chris Hillman)
- City (1980) (med Roger McGuinn och Chris Hillman)
- So Rebellious a Lover (1987) (med Carla Olson)
- Silhouetted in Light (1992) (med Carla Olson)

Samlingsalbum, livealbum och demos
- Echoes (1967) (ny-utgåva av Gene Clark with the Gosdin Brothers)[3]
- Collector's Series: Early L.A. Sessions (1972)
- Collectors Classics (1976)
- This Byrd Has Flown (1995)
- American Dreamer 1964-1974 (1997)
- Flying High (1998)
- Gypsy Angel: The Gene Clark Demos 1983-1990 (2001)
- Under the Silvery Moon (2003)
- In Concert (2007)
- Silverado '75: Live & Unreleased (2008)
- Tribute to the Byrds (2011)
- Live at Ebbets Field, Denver (2012)
- Here Tonight: The White Light Demos (2013)
- Gene Clark (2013)